# Josef Bauer (Politiker, 1898)
Josef Bauer (* 30. Mai 1898 in Langenfeld (Rheinland); † 2. Januar 1982 in Gütersloh) war ein deutscher Landrat.

## Leben
Nach dem Besuch der Volksschule und einer Lehre als kaufmännischer Angestellter wurde Josef Bauer Bürovorsteher, bevor er von 1914 bis 1918 zum Kriegsdienst an der Westfront einberufen wurde. Er war ein Jahr in englischer Kriegsgefangenschaft. 
Die Wahl zum Bürgermeister der Stadt Rheda fiel auf den 29. April 1933. Am 28. Oktober 1935 wurde er mit der kommissarischen Verwaltung des Amtes des Bürgermeisters von Gütersloh beauftragt und am 28. Februar 1936 definitiv zum Bürgermeister der Stadt gewählt. In der Zeit vom 19. März 1944 bis zum 4. März 1945 nahm er zugleich vertretungsweise die Aufgaben des Landrats in Wiedenbrück wahr. 
Die britische Militärregierung enthob ihn am 7. April 1945 vom Amt des Bürgermeisters und internierte ihn bis zum 25. September 1947. Anschließend fand er Beschäftigung als Geschäftsführer und Prokurist bei der Fleisch- und Wurstwarenfabrik Schneider in Rheda. In dieser Tätigkeit blieb er bis zum Jahre 1969. 
Bauer war Mitglied des Stahlhelm, trat dann zum 1. Oktober 1931 in die NSDAP ein (Mitgliedsnummer 672.109) und wurde 1933 Stadtverordneter als NSDAP-Mitglied. Nach dem Krieg war er Mitglied der FDP. Er war auch sachkundiger Bürger im Verwaltungsrat der Sparkasse Gütersloh.